# マクシミリアン・オイゲン・フォン・エスターライヒ
マクシミリアン・オイゲン・フォン・エスターライヒ（ドイツ語: Maximilian Eugen von Österreich, 1895年4月13日 - 1952年1月19日）は、オーストリア＝ハンガリー（二重帝国）の帝室の一員。最後のオーストリア皇帝カール1世の弟。全名はマクシミリアン・オイゲン・ルートヴィヒ・フリードリヒ・フィリップ・イグナティウス・ヨーゼフ・マリア（Maximilian Eugen Ludwig Friedrich Philipp Ignatius Joseph Maria von Österreich）。

## 生涯
皇帝フランツ・ヨーゼフ1世の甥にあたるオットー大公と、その妻でザクセン王ゲオルクの娘であるマリア・ヨーゼファ大公妃の間の次男として生まれた。
1917年11月29日、マクシミリアン・オイゲンはウィーン郊外のラクセンブルクにおいて、ツィスライタニエン首相を務めたホーエンローエ＝ヴァルデンブルク＝シリングスフュルスト侯子コンラートの娘フランツィスカ（1897年 - 1989年）と結婚した。夫妻は間に息子を2人もうけた。
- フェルディナント・カール・マックス・フランツ・オットー・コンラート・マリア・ヨーゼフ・イグナティウス・ニコラス（1918年 - 2004年） - 1956年、テーリンク＝イェッテンバッハ伯爵令嬢ヘレーネ（ギリシャ王女エリサヴェトの娘）と結婚
- ハインリヒ・カール・マリア（1925年 - 2014年） - キーブルク伯、1961年にガレン伯爵夫人ルドミラと結婚